# Melanagromyza dolabrata
Melanagromyza dolabrata är en tvåvingeart som beskrevs av Mitsuhiro Sasakawa 2005. Melanagromyza dolabrata ingår i släktet Melanagromyza och familjen minerarflugor.
Artens utbredningsområde är Guatemala. Inga underarter finns listade i Catalogue of Life.